# うわさ体感バラエティ くちこみっ
『うわさ体感バラエティ くちこみっ』（うわさたいかんバラエティ くちこみっ）とは、2010年4月6日から同年9月14日までフジテレビ系列で放送されていた情報バラエティ番組である。通称「くちこみっ」。放送時間は毎週火曜 23:00 - 23:30 （日本標準時）、『バラパラ』火曜の番組として放送。ハイビジョン制作。

## 概要
各回で取り上げる「くちこみ」情報を出演者たちが次々と体感していた情報バラエティ番組。主な企画として、有名占い師のもとへ出向いて占いを受けるというものがあった。
番組は過去に2回パイロット版をスペシャル番組として放送した後、2010年4月の改編でレギュラー番組化した。フジテレビ系フルネット局では23時台の深夜番組として放送されていたが、クロスネット局のテレビ宮崎では月曜 10:45 - 11:15での遅れネット（13日遅れ）で、テレビ大分では穴埋め番組として不定期放送されていた。
2010年9月14日放送の最終回では、出演者たちによる最後の挨拶が無いまま終了した。

## 出演者

### 総合司会
- 三宅裕司

### レギュラー
- 松嶋尚美（当時オセロ）
- 田野アサミ

### 進行
- 中野美奈子（当時フジテレビアナウンサー）

### ナレーター
- 垂木勉
- 蒼井里紗

## スタッフ
- 企画：渋谷謙太郎（フジテレビ）
- 構成：堀田延、倉野満、本松エリ、相川真紀、石原大二郎
- リサーチ：佐藤享子
- TP：辻本豊
- TD：障子川雅則
- CAM：蛭田英和
- VE：鈴木貴裕
- AUD：光家郁夫
- 照明：岸本直樹
- 美術制作：馬場啓友
- デザイン：鈴木賢太（フジテレビ）
- 美術進行：古賀飛
- アクリル装飾：斉藤祐介
- 大道具：浅見大、竹田勝美
- 装飾：林成利
- メイク：山田かつら
- 編集：井上達生
- MA：大矢研二
- スクリーンデザイナー：永井秀実
- イラストレーター：代々木アニメーション学院
- 音効：矢部公英
- TK：岡田紗代子
- 広報：谷川有季（フジテレビ）
- 制作デスク：松木保江
- AD：中島賢一、太田和騎
- AP：山下直美、田島ひかり
- ディレクター：篠幸生、加藤大、宮澤拓郎、藪内智子、川岸宏彰
- 総合演出：内田拓志
- 制作チーフプロデューサー：張眞英（イエロー）
- プロデューサー：平林長務・渡辺未生（FCC）、林和夫（イエロー）
- チーフプロデューサー：鈴木正人（FCC）
- 技術協力：八峯テレビ、FLT、テクノマックス、ふなや、メディア・リース、港家
- 美術協力：フジアール
- スタッフ協力：イエロー
- 制作：FCC
- 制作著作：フジテレビ

## その他
- 総合司会の三宅は、『全国一斉!日本人テスト』の打ち切り以来7か月ぶりにバラエティ番組を担当した。
- レギュラーの松嶋は翌水曜日に同枠で放送されていた『グータンヌーボ』（関西テレビ製作）にも出演していた。
- 前番組『人志松本の○○な話』まではオープニング時に提供読みが無かったが、本番組から提供読みをするようになった。